# Ясинуватський машинобудівний завод
«Ясинуватський машинобудівний завод», (ВАТ ЯМЗ) — акціонерне товариство, яке спеціалізується на виробництві сучасної видобувної та прохідницької гірничої техніки; тісно пов'язане з вугільною, машинобудівною, хімічною та ін. галузями промисловості.

## Історія
Засновано у 1947. Першу продукцію завод випустив у 1948 р. — самохідні баштові крани, стрілочні переводи.
За період 1948—2000 рр. заводом виготовлено і поставлено народному господарству:
- понад 2500 прохідницьких комбайнів 24 типів починаючи від ШБМ-2 і «Ясинуватець-2М» до комбайнів 4ПП-2М, КСП-21, КСП-32;
- 7000 прохідницьких лебідок;
- 300 дробильно-закладальних комплексів «Титан»;
- бл. 200 дробарок;
- комбайни типу КВ для проведення вертикальних та похилих підняттєвих виробок;
- комплекси для проходки стовбурів шахт типу КС;
- бурильні установки БУКС;
- різноманітне збагачувальне, хімічне та індивід. обладнання.

## Виробництво
Прохідницькі комбайни АТ ЯМЗ виготовляє з 1966 р для похилих, горизонтальних та вертикальних гірничих виробок вугільних калійних і рудних шахт. Поставки комбайнів здійснюються в 17 країн світу: Грузію, Росію, Білорусь, Казахстан, Польщу, Румунію, Болгарію, Чехію, Угорщину, Туреччину, Індію, Китай, Канаду, Аргентину, Іспанію, Єгипет, Іран.
Завдяки досвіду заводу, постійному вдосконаленню техніки комбайни 4ПП-2М (випущено понад 780 шт.) стали ключовою прохідницькою технікою при проведенні шахтних підготовчих робіт. Переваги 4ПП-2М — велика продуктивність (до 300 м/місяць підготовчих виробок по породам міцністю до 6 одиниць за шкалою М. М. Протод'яконова, а в умовах шахт Західного Донбасу — 500—700 м/місяць), надійність, безпека, зручність в експлуатації та ремонті. Завод здійснює постійний моніторинг потреб гірничої галузі і з урахуванням його результатів формує новий парк видобувної та прохідницької техніки. В 1996 р. заводом освоєно виробництво породонавантажувальних машин 1ППН5Я та комбайнів легкої серії 1ГПКС-Я, які покликані замінити аналоги російського виробництва, що користуються широким попитом. У 1998 р. виготовлено перший зразок нового прохідницького комбайну, якісно вищого технічного рівня КСП-32, який дозволяє суттєво розширити область застосування комбайнової техніки при проходці виробок за рахунок руйнування міцних порід (вище 7 од. за шкалою М. М. Протод'яконова) та збільшити темпи проходки підготовчих виробок. Його переваги — підвищена маневреність, компактність, нечутливість до обводнення виробок (працює навіть із затопленням навантажувального органа і ходової частини), пристосованість до роботи на нестійких породах схильних до вивалів. Прототип КСП-32 — комбайн КП-3 — в умовах суцільного вибою з породами міцністю 6-8 од. на ш. Красноармійська — Західна № 1 пройшов виробку довжиною 1300 м площею перетину 15 м². За останні 1,5 р. завод поставив на шахти України 8 комбайнів КСП-32.
АТ «Ясинуватський машинобудівний завод» — єдине на пострадянському просторі підприємство з виготовлення унікальних механізованих щитових комплексів для проходки та спорудження тунелів різного призначення: залізничних, для метрополітенів, крупних колекторів ( 1,8…8,5 м). Щитові комплекси заводу поставлялися в Москву, Ленінград, Горький, Самару, Мінськ, Алма-Ату, Тбілісі, Норильськ, Прагу, а також в Донецьк.
АТ ЯМЗ має широкі технічні можливості та кваліфіковані кадри для виготовлення складної машинобудівної та будь-якої нестандартної продукції, виробничі потужності заводу дозволяють здійснювати повний спектр якісних ремонтних робіт обладнання різного призначення та виготовлення. При цьому техніка, яка виробляється АТ ЯМЗ в 5-6 разів дешевша австрійських, англійських та німецьких аналогів, що також обумовлює її більшу конкурентоздатність.
Адреса: 86000 Україна, Донецька область, м. Ясинувата, вул. Артема, 31.

## Сучасність
В результаті обстрілу в серпні 2014 року і в січні 2015 року цехи заводу зазнали значних пошкоджень. Даних про власників і фінансовий стан заводу немає. Влітку 2015 року журналістам російської газети «Ведомости» директор Ясинуватського машинобудівного заводу Володимир Трубчанин заявив, що він почав платити податки сепаратистам на початку 2015 року.